# Sarah Bray
Sarah Bray (født Monique 'Mick' Wersant, 9. september 1966) er en luxemburgsk sangerinde der bedst er kendt for at have repræsenteret Luxembourg ved Eurovision Song Contest i Rom i 1991.